# Franco Cosimo Panini
Franco Cosimo Panini (Maranello, 8 ottobre 1931 – Modena, 30 marzo 2007) è stato un editore italiano.
Già famoso per aver reso popolari in tutto il mondo le mitiche figurine, la sua fama e il suo valore sono legati anche alla pubblicazione di volumi di grande pregio, tanto da essere definito dal caro amico Antonio Paolucci «L'editore che inseguiva la bellezza».
È stato presidente della casa editrice da lui fondata, la Franco Cosimo Panini Editore, nata dallo scioglimento dell'azienda familiare fondata nei primi anni sessanta insieme ai fratelli Giuseppe, Umberto e Benito.
Sposato dal 1960 con Emilia Spalanzani, ha avuto cinque figli: Laura, Silvia, Maria Teresa, Lucia e Luca.
Franco Cosimo Panini è morto nel 2007 ed è stato sepolto nel cimitero di Maranello.

## Biografia
Nato a Maranello nel 1931, ultimo degli otto figli di Antonio Panini (1897-1941) e Olga Cuoghi (1900-1987), Franco Cosimo Panini ebbe il primo contatto con il mondo della carta stampata lavorando nell'edicola di corso Duomo, nel centro di Modena.
All'età di trentadue anni lasciò la banca dove lavorava come ragioniere per unirsi ai fratelli Giuseppe, Umberto e Benito, che avevano avviato una promettente attività: la produzione di figurine per ragazzi. Era l'inizio della grande epopea delle figurine Panini, a cui Franco Cosimo contribuì concentrandosi sullo sviluppo internazionale della società.
Nel 1990, dopo la cessione della Panini International, fondò la casa editrice che porta il suo nome. Nell'arco di qualche anno Franco Cosimo Panini ideò due progetti editoriali di eccezionale valore scientifico e culturale: la collana Mirabilia Italiae, la più completa ed esauriente serie di volumi mai dedicati ai principali monumenti del nostro paese; e la collana di facsimili di codici miniati La Biblioteca Impossibile, inaugurata nel 1995 con la riproduzione della celebre Bibbia di Borso d'Este.
In virtù dell'importanza di questi progetti editoriali Franco Cosimo Panini ricevette numerosi riconoscimenti. Nel 1999 fu nominato grande ufficiale della Repubblica Italiana, nel 2000 ricevette dall'Università di Modena la laurea honoris causa, nel 2003 fu insignito dell'onorificenza di cavaliere di gran croce della Repubblica Italiana.
Accanto all'impegno nella promozione e diffusione dell’arte e della cultura, Franco Cosimo Panini si è distinto per la pubblicazione di libri per bambini (come la Pimpa di Altan) e del tabloid umoristico Comix, da cui nacque l’agenda scolastica.
Dopo la sua scomparsa, il timone dell’azienda è passato alla figlia Laura, che – insieme ai fratelli Luca, Silvia, Maria Teresa e Lucia – ha portato avanti l'azienda e i progetti editoriali più ambiziosi del padre.
Oggi la Franco Cosimo Panini Editore vanta tre divisioni specializzate rispettivamente nell'editoria d'arte, nell'editoria per l'infanzia e nella produzione e distribuzione di prodotti per la scuola e il tempo libero e conta oltre 150 fra dipendenti e collaboratori divisi tra la sede principale – al Direzionale 70 di Modena – e il centro logistico di Ozzano dell'Emilia (BO).

## Principali opere pubblicate
Franco Cosimo Panini si è distinto nella sua attività di editore per la pubblicazione di opere letterarie di particolare valore e pregio. Qui si segnalano in particolare la collana Mirabilia Italiae, con volumi dedicati ai principali monumenti italiani, e le edizioni in facsimile di preziosi codici miniati, raccolti nella collana La Biblioteca Impossibile.
Quest'ultima comprende ad oggi i seguenti titoli:
- La Bibbia di Borso d'Este
- La Historia plantarum
- Il Libro d'ore Visconti
- La Bibbia di Federico da Montefeltro
- Il Libro d'Ore di Lorenzo de' Medici
- La Divina Commedia di Alfonso d'Aragona
- Il Libro d'ore di Bonaparte Ghislieri
- Il Libro d'Ore Durazzo
- Il Lezionario Farnese
- Il Libro d'Ore Torriani
- Le Ore Medici Rotschild
- Il Libro d'ore del Perugino
- Le Très riches heures du Duc de Berry
- Il libro delle sorti
- La Grammatica Sforza
- Il Leggendario Sforza-Savoia